# Аиша (казахстанская певица)
Аи́ша (настоящее имя — Викто́рия И́горевна Жансеи́това, в девичестве – Андреева), род. 27 января 1989, Караганда, Майкудук) — казахстанская певица, блогер. С 2008 года начала выступать со своим мужем Беркутом (Айбеком Жансеитовым) в дуэте под названием «Беркут и Аиша». На июнь 2020 года имеет 16 песен и такое же количество видеоклипов.

## Биография
Аиша родилась 27 января 1989 года в казахстанском городе Караганде, в районе Майкудук. Имеет русские, узбекские и хакасские корни. С детства увлекалась танцами и вокалом. Окончила Казахскую головную архитектурно-строительную академию, по специальности дизайнер интерьера.
Творческая деятельность Аишы начинается в 2008 году, когда она знакомится со своим будущим супругом Беркутом (Айбеком Жансеитовым) и вместе они образуют дуэт «Беркут и Аиша», продюсированием которого занялся сам Беркут.
В 2009 году для Аишы был снят первый клип на песню «Раба Любви», музыку которой написал Беркут, а слова А. Малышев. Продюсером клипа выступил Беркут.
Осенью 2009 года в городе Анталья прошли съемки первого клипа дуэта «Беркут и Аиша» на песню «Островок».
В июне 2015 года, Аиша, занимавшаяся благотворительностью и до замужества, вместе с супругом Беркутом в рамках премии Муз-ТВ приняли участие в социальной акции «Мы за инклюзивное общество!».
В июле 2016 года Беркут и Аиша, совместно с Gakku Entertainment, приступают к съемкам нового клипа в стиле боевика — «Әгугай».
В марте 2018 года Аиша впервые пробует себя на актёрском поприще, сыграв в комедийном сериале «Өз үйім» телеканала «Хабар». В ноябре 2018 года в прокат выходит фильм «Загадай желание», где Аиша была в роли камео.
16 июня 2019 года Аиша и Беркут выступили на международном музыкальном фестивале Star of Asia, который проходил на высокогорном катке «Медеу». Помимо них в фестивале принимали участие такие исполнители как Dan Balan, Mot, НАZИМА и другие.
В декабре 2019 года, в преддверии выхода нового клипа «Түф» дуэта «Беркут и Аиша», в сети появилось постановочное видео с дракой звездной супружеской пары. Впоследствии видеоклип на данную песню с начала 2020 года набрал свыше 1,5 млн просмотров на видеохостинге YouTube.
В июне 2020 года начались съемки картины «Супер агенты» режиссёра Дамира Тастембекова, где Аиша сыграет одну из главных женских ролей. Премьера назначена на 24 декабря 2020 года.

## Награды и признание
В 2011 году дуэт «Беркут и Аиша» были в списке 50 казахскоязычных артистов, номинировавшихся на соискание ежегодной музыкальной премии «Саз әлемі» («Мир музыки»), учрежденной Баян Есентаевой, совместно с каналом «Ел Арна».
В апреле 2014 года стали обладателями первой юмористической премии «Золотой курт», в номинации «Съездили за границу, заодно и сняли клип».
В начале июля 2015 года дуэт «Беркут и Аиша» удостоился престижной премии в номинации «Лучший дуэт» на церемонии вручения третьей профессиональной премии «Астана Жулдызы 2015».
В 2015 году Аиша и Беркут вошли в тридцатку лучших звёзд шоу-бизнеса и спорта по версии журнала Forbes Kazakhstan, заняв 6 место в рейтинге, в 2020 году дуэт расположился на 19 месте.
В мае 2016 года дуэт принял участие в церемонии награждения «Gakku Әуендері», организованной музыкальным телеканалом Gakku, во время которой отмечали лучшие песни казахстанских артистов.

## Семья и личная жизнь
Единственный ребёнок в семье. Замужем за Беркутом (Айбеком Жансеитовым) с 2010 года. Мать четверых детей (двоих сыновей и двоих дочерей).

## Песни
Соло
- Раба любви (2009)
- Арманда досым (2019)

В составе дуэта «Беркут и Аиша»
- Островок (2009)
- Туған жер (2011)
- Тау тау сезім (2012)
- Мекенім Қазақстан (2013)
- Қарапайым қазағым (2013)
- Тәттімсін (2013)
- Бәрі жақсы болады (2014)
- Титтей (2016)
- Әгугай (2016)
- Айналайын (2015)
- Ұмытылмас (2017)
- Қолымнан ұста (2019)
- Түф (2020)
- Бәрі керек (2020)

## Видеоклипы
| Год  | Клип                | Ссылка           |
| ---- | ------------------- | ---------------- |
| 2009 | «Раба любви»        | Видео на YouTube |
| 2009 | «Островок»          | Видео на YouTube |
| 2011 | «Туған жер»         | Видео на YouTube |
| 2012 | «Тау тау сезім»     | Видео на YouTube |
| 2013 | «Мекенім Қазақстан» | Видео на YouTube |
| 2013 | «Қарапайым қазағым» | Видео на YouTube |
| 2013 | «Тәттімсін»         | Видео на YouTube |
| 2014 | «Бәрі жақсы болады» | Видео на YouTube |
| 2015 | «Титтей»            | Видео на YouTube |
| 2016 | «Әгугай»            | Видео на YouTube |
| 2016 | «Айналайын»         | Видео на YouTube |
| 2017 | «Ұмытылмас»         | Видео на YouTube |
| 2019 | «Арманда досым»     | Видео на YouTube |
| 2019 | «Қолымнан ұста»     | Видео на YouTube |
| 2020 | «Түф»               | Видео на YouTube |
| 2020 | «Бәрі керек»        | Видео на YouTube |

## Фильмография
| Год  | Название           | Роль                   |
| ---- | ------------------ | ---------------------- |
| 2018 | «Өз үйім» (сериал) | супруга среднего брата |
| 2018 | «Загадай желание»  | играет себя            |
| 2021 | «ТойХана»          | играет себя            |
| 2022 | «Супер агенты»     |                        |